# エール (井上苑子の曲)
「エール」は、井上苑子の楽曲で3作目のシングルとして2016年12月7日にEMI RECORDSから発売。

## 収録曲

### CD
1. エール
作詞：井上苑子、作曲・編曲：白戸佑輔
2. ファーストデート
作詞：KIKI・Ryo Ito・安楽謙一(CWF)・井上苑子・幕須介人、作曲：安楽謙一・井上苑子
  - AbemaTVショートアニメ『こぎみゅん』エンディングテーマ[2]
3. 君がいればOK! 〜サマサマキュンキュン大作戦〜
作詞・作曲：井上苑子・中村瑛彦、編曲：中村瑛彦
4. エール -Instrumental-

### DVD
1. みんなに“エール”企画！〜初めてのバク転〜